# Susie O'Neill
Susie O'Neill, född 2 augusti 1973 i Mackay, är en australisk före detta simmare.
O'Neill blev olympisk mästare på 200 m fjäril vid sommarspelen 1996 i Atlanta.